# Rickey Paulding
Rickey Paulding (Detroit, 23 ottobre 1982) è un ex cestista statunitense, professionista in Europa.

## Carriera
È stato selezionato dai Detroit Pistons al secondo giro del Draft NBA 2004 (54ª scelta assoluta).
Con gli Stati Uniti ha disputato i Giochi panamericani di Santo Domingo 2003.

## Palmarès

### Squadra
- Campionato tedesco: 1

EWE Baskets Oldenburg: 2008-09
- Coppa di Germania: 1

EWE Baskets Oldenburg: 2015
- Supercoppa tedesca: 1

EWE Baskets Oldenburg: 2009

### Individuale
- Basketball-Bundesliga MVP finals: 1

EWE Baskets Oldenburg: 2008-09